# Martine Buron
Martine Buron (Neuilly-sur-Seine, 12 gennaio 1944) è una politica e architetto francese, figlia del politico Robert Buron.

## Biografia
Dal 1973 esercita la professione di architetto a Parigi prima, e a Nantes poi.
Nel 1981 diventa vicesegretario nazionale del Partito Socialista, responsabile del settore femminile, occupandosi delle quote rosa.
Nel 1986 diventa consigliere regionale dei Paesi della Loira.
Sostituisce un collega eurodeputato a Strasburgo nel 1988. Dal 1989 al 1994 è eurodeputata per il Partito Socialista.
Nel 1989 diventa sindaco socialista di Châteaubriant e nel 1995 è rieletta. Favorisce la cooperazione intercomunale fra i piccoli comuni. Dal 2001 al 2008 passa all'opposizione.
Sostituita nell'elenco socialista per il Parlamento europeo nel 1984, diventa membro dell'assemblea di Strasburgo nel luglio 1988, in seguito alle dimissioni dei parlamentari che sono diventati ministri. Viene rieletta nel giugno 1989 e vi rimane fino al giugno 1994.
Dal 2017 è presidente della Fédération française des maisons de l'Europe.;

## Vita privata
Sposata con un diplomatico iraniano, ha due figli, Armand Adjari e Martin Adjari.